# Lauren Aquilina
Lauren Amber Aquilina (Bristol, Reino Unido; 23 de junio de 1995) es una cantante británica de origen maltés que se hizo conocida por las versiones que colgaba en su cuenta de Youtube y además por su trilogía de EP'S: Fools, Sinners y Liars, que lanzó al mercado ella misma con el dinero que ganaba en su trabajo de los días sábado. En la semana Lauren asistía a la secundaria.

## Vida personal
Lauren nació en Bristol, Reino Unido y vive en Windsor, Berkshire con su hermano Tom y su medio hermano Conor. Desde pequeña sintió esa pasión por la música. Comenzó a cantar a los ocho años de edad y a los nueve empezó a tocar el piano.

## Carrera musical
Cuando tenía trece asistió a su primera actuación musical y cantó "Poker Face" de Lady Gaga. Su actual mánager, Ryan Walter, encontró uno de los videos y así fue como los dos comenzaron a trabajar en el que sería el primer EP de Lauren Fools. La chica contó que Ryan la encontró a los 2 días de que el video fuera colgado en Youtube, ella solo quería probar suerte y la grabación tenía menos de 4 visitas. Se sintió muy afortunada.
En diciembre de 2011 Aquilina realizó un cover de Brenda Rusell llamado "Get Here" para una campaña de la fundación Meningitis Trust, a lo que agregó que estaba «tratando de recaudar la mayor cantidad de dinero posible para una buena causa, sobre todo en la temporada de Navidad».
En agosto de 2012, Lauren anunció que lanzaría al mercado su primer EP, Fools. Este fue finalmente lanzado el 22 de octubre de 2012, y a pesar de no tener apoyo de ninguna discográfica Fools estuvo entre los 50 mejores de iTunes solamente en reserva. Para promocionar el EP Aquilina se presentó en Noruega preparando un concierto con 8 canciones, un periódico noruego escribió que Lauren "Es una gran cantante y compositora, toca el piano acompañándolo de una dulce voz". En septiembre Lauren anunció a través de Twitter que iba a realizar su primera gira en el Reino Unido a principios de 2013. Por su descendencia maltesa, ha ganado popularidad en Malta, de hecho Fools alcanzó el número uno en las listas de éxitos destronando a Adele. Además ha aparecido en diversos periódicos, sitios web y en la televisión maltesa. La canción del EP titulada del mismo nombre, se escuchó en las radios por primera vez el 15 de octubre de 2012 en el BBC Introducing Show.
El 15 de agosto de 2013 Lauren anunció que iba a ser parte del BBC Introducing Stage at Reading & Leeds Festival 2013. Además realizó su primera gira en Estados Unidos, la cual agotó sus entradas. El 22 de julio de 2013, Lauren lanzó su segundo EP titulado Sinners, este fue nombrado el "Sencillo de la semana" en iTunes y obtuvo gran apoyo comercial.
El 15 de marzo de 2014 Lauren lanzó al mercado el último EP de la trilogía, Liars, este recibió críticas muy positivas y alcanzó el puesto #58 en las listas británicas siendo esta la posición más alta que ha alcanzado. En febrero de 2014 Lauren firmó contrato con Island Records con el cual lanzó el EP Ocean en 2015 y el álbum Isn't It Strange en 2016. Tiempo después anunció su retiro de la música en forma indefinida.
En octubre de 2014 Lauren anunció vía Facebook que sus EP han vendido aproximadamente 100,000 copias entre los 3.
En 2018 Aquilina regresó a la música con la canción "Psycho", ese mismo año lanzó la canción "If Looks Could Kill". 
En 2019 lanzó la canción "Tobacco In My Sheets" y en 2020 "Bad People", "Swap Places" y "Bad Friend"
El 13 de noviembre de 2020 Aquilina lanzó su quinto EP titulado Ghost World

## Discografía

### Álbumes
| Título           | Fecha de lanzamiento |
| ---------------- | -------------------- |
| Isn't It Strange | 26 de agosto de 2016 |

### EP
| Título      | Fecha de lanzamiento    |
| ----------- | ----------------------- |
| Fools       | 22 de octubre de 2012   |
| Sinners     | 22 de julio de 2013     |
| Liars       | 10 de marzo de 2014     |
| Ocean       | 9 de octubre de 2015    |
| Ghost World | 13 de noviembre de 2020 |

### Sencillos
| 2012                                   | "Fools"                  | 72  | Independiente/Interlude Artists | Fools             |
| 2012                                   | "King"                   | —   | Independiente/Interlude Artists | Fools             |
| 2013                                   | "Sinners"                | 66  | Independiente/Interlude Artists | Sinners           |
| 2014                                   | "Lovers or Liars"        | 58  | Independiente/Interlude Artists | Liars             |
| 2015                                   | "Time To Say Goodbye"    | 197 | Island Records                  | Sin álbum         |
| 2015                                   | "Ocean"                  | —   | Island Records                  | Ocean             |
| 2015                                   | "Low"                    | —   | Island Records                  | Ocean             |
| 2015                                   | "Echoes"                 | —   | Island Records                  | Sin álbum         |
| 2016                                   | "Kicks"                  | —   | Island Records                  | Isn't It Strange? |
| 2016                                   | "How Would You Like It?" | —   | Island Records                  | Isn't It Strange? |
| 2016                                   | "Midnight Mouths"        | —   | Island Records                  | Isn't It Strange? |
| 2018                                   | "Psycho"                 | —   | Independiente                   | Ghost World       |
| 2019                                   | "If Looks Could Kill"    | —   | Independiente                   | Sin álbum         |
| 2019                                   | "Tobacco In My Sheets"   | —   | Independiente                   | Ghost World       |
| 2020                                   | "Bad People"             | —   | Independiente                   | Sin álbum         |
| 2020                                   | "Swap Places"            | —   | Independiente                   | Ghost World       |
| 2020                                   | "Bad Friend"             | —   | Independiente                   | Ghost World       |
| "—" índica que no entró en las listas. |                          |     |                                 |                   |